# Specie di Pimoidae
Di seguito sono descritte tutte le specie della famiglia di ragni Pimoidae note al dicembre 2012.

## Nanoa
Nanoa Hormiga, Buckle & Scharff, 2005
- Nanoa enana Hormiga, Buckle & Scharff, 2005 — USA

## Pimoa
Pimoa Chamberlin & Ivie, 1943
- Pimoa altioculata (Keyserling, 1886) — USA, Canada, Alaska
- Pimoa anatolica Hormiga, 1994 — Cina
- Pimoa breuili (Fage, 1931) — Spagna
- Pimoa breviata Chamberlin & Ivie, 1943 — USA
- Pimoa clavata Xu & Li, 2007 — Cina
- Pimoa crispa (Fage, 1946) — India
- Pimoa cthulhu Hormiga, 1994 — USA
- Pimoa curvata Chamberlin & Ivie, 1943 — USA
- Pimoa edenticulata Hormiga, 1994 — USA
- Pimoa gandhii Hormiga, 1994 — India
- Pimoa haden Chamberlin & Ivie, 1943 — USA
- Pimoa hespera (Gertsch & Ivie, 1936) — USA
- Pimoa indiscreta Hormiga, 1994 — India
- Pimoa jellisoni (Gertsch & Ivie, 1936) — USA
- Pimoa lata Xu & Li, 2009 — Cina
- Pimoa laurae Hormiga, 1994 — USA
- Pimoa lihengae Griswold, Long & Hormiga, 1999 — Cina
- Pimoa mephitis Hormiga, 1994 — USA
- Pimoa mono Hormiga, 1994 — USA
- Pimoa nematoides Hormiga, 1994 — Nepal
- Pimoa petita Hormiga, 1994 — USA
- Pimoa reniformis Xu & Li, 2007 — Cina
- Pimoa rupicola (Simon, 1884) — Francia, Italia
- Pimoa sinuosa Hormiga, 1994 — Nepal
- Pimoa thaleri Trotta, 2009 — India
- Pimoa trifurcata Xu & Li, 2007 — Cina
- Pimoa vera Gertsch, 1951 — USA

## Putaoa
Putaoa Hormiga & Tu, 2008
- Putaoa huaping Hormiga & Tu, 2008 — Cina
- Putaoa megacantha (Xu & Li, 2007) — Cina

## Weintrauboa
Weintrauboa Hormiga, 2003
- Weintrauboa chikunii (Oi, 1979) — Russia, Cina, Giappone
- Weintrauboa contortipes (Karsch, 1881) — Russia, Giappone
- Weintrauboa insularis (Saito, 1935) — Russia, Giappone
- Weintrauboa plana Xu & Li, 2009 — Cina
- Weintrauboa pollex Xu & Li, 2009 — Cina
- Weintrauboa yele Hormiga, 2008 — Cina
- Weintrauboa yunnan Yang, Zhu & Song, 2006 — Cina